# Francisco José Martínez Pérez
Francisco José Martínez Pérez (Churriana de la Vega, Granada, 14 de maig de 1983) és un ciclista espanyol, professional des del 2005 fins al 2009.
En el seu palmarès destaca només la classificació de la muntanya de la Clàssica dels Ports i la de les metes volants del Circuit de Getxo del 2006.

## Palmarès

### Resultats a la Volta a Espanya
- 2007. 114è de la classificació general
- 2008. 122è de la classificació general
- 2009. 75è de la classificació general